# Variscourt
Variscourt ist eine französische Gemeinde mit 218 Einwohnern (Stand: 1. Januar 2022) im Département Aisne in der Region Hauts-de-France. Sie gehört zum Arrondissement Laon und zum Kanton Villeneuve-sur-Aisne.

## Lage
Die Gemeinde Variscourt liegt im äußersten Nordosten der „Trockenen Champagne“ an der Aisne und an deren Nebenfluss Suippe, 20 Kilometer nördlich von Reims. Nachbargemeinden von Variscourt sind Villeneuve-sur-Aisne im Norden, Pignicourt im Osten, Bertricourt im Südosten, Aguilcourt im Süden sowie Condé-sur-Suippe im Westen.

## Bevölkerungsentwicklung
| Jahr                       | 1962 | 1968 | 1975 | 1982 | 1990 | 1999 | 2006 | 2014 | 2022 |
| -------------------------- | ---- | ---- | ---- | ---- | ---- | ---- | ---- | ---- | ---- |
| Einwohner                  | 120  | 86   | 75   | 76   | 110  | 109  | 197  | 191  | 218  |
| Quellen: Cassini und INSEE |      |      |      |      |      |      |      |      |      |

## Sehenswürdigkeiten

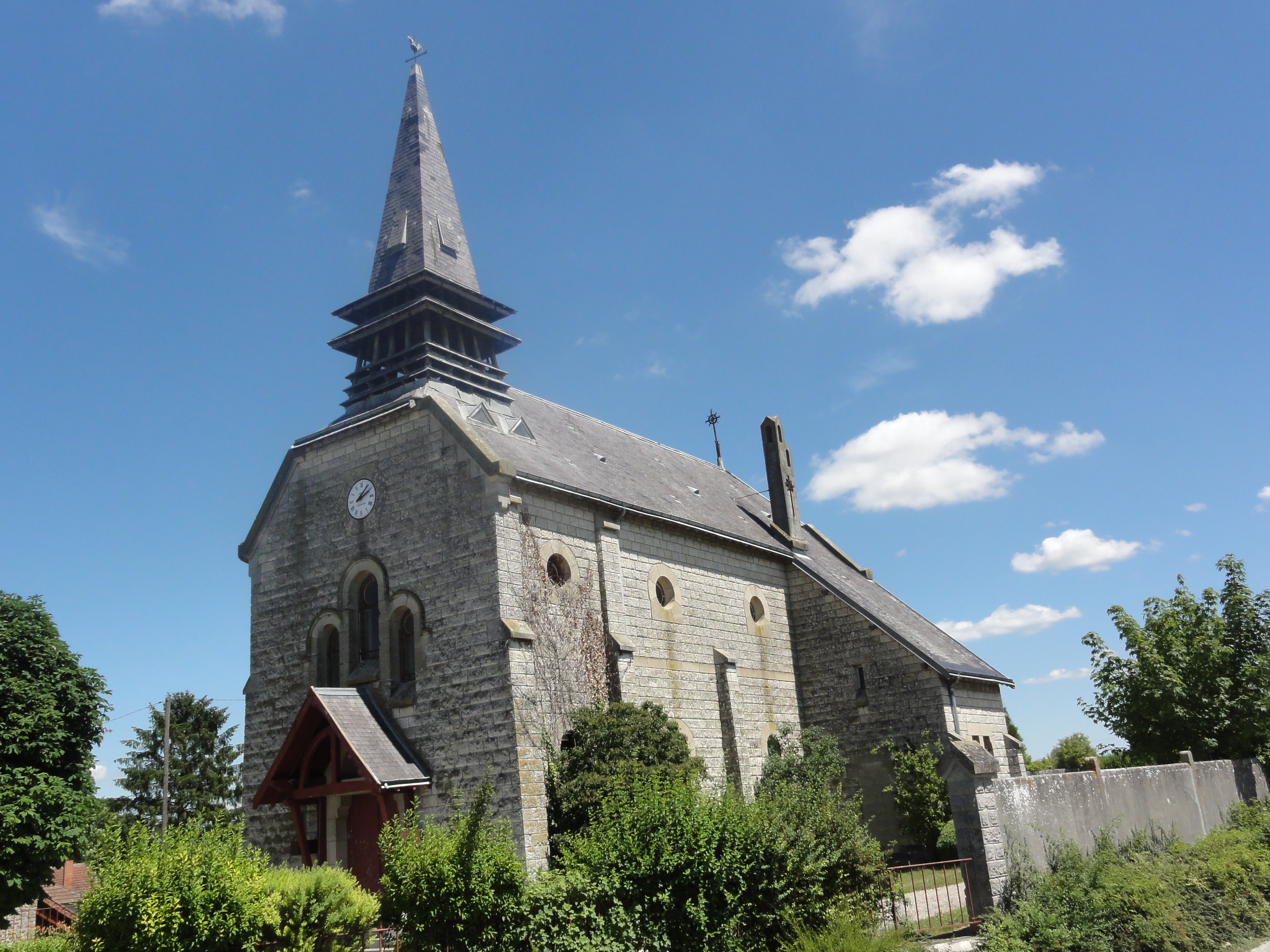
Kirche Saint-Martin
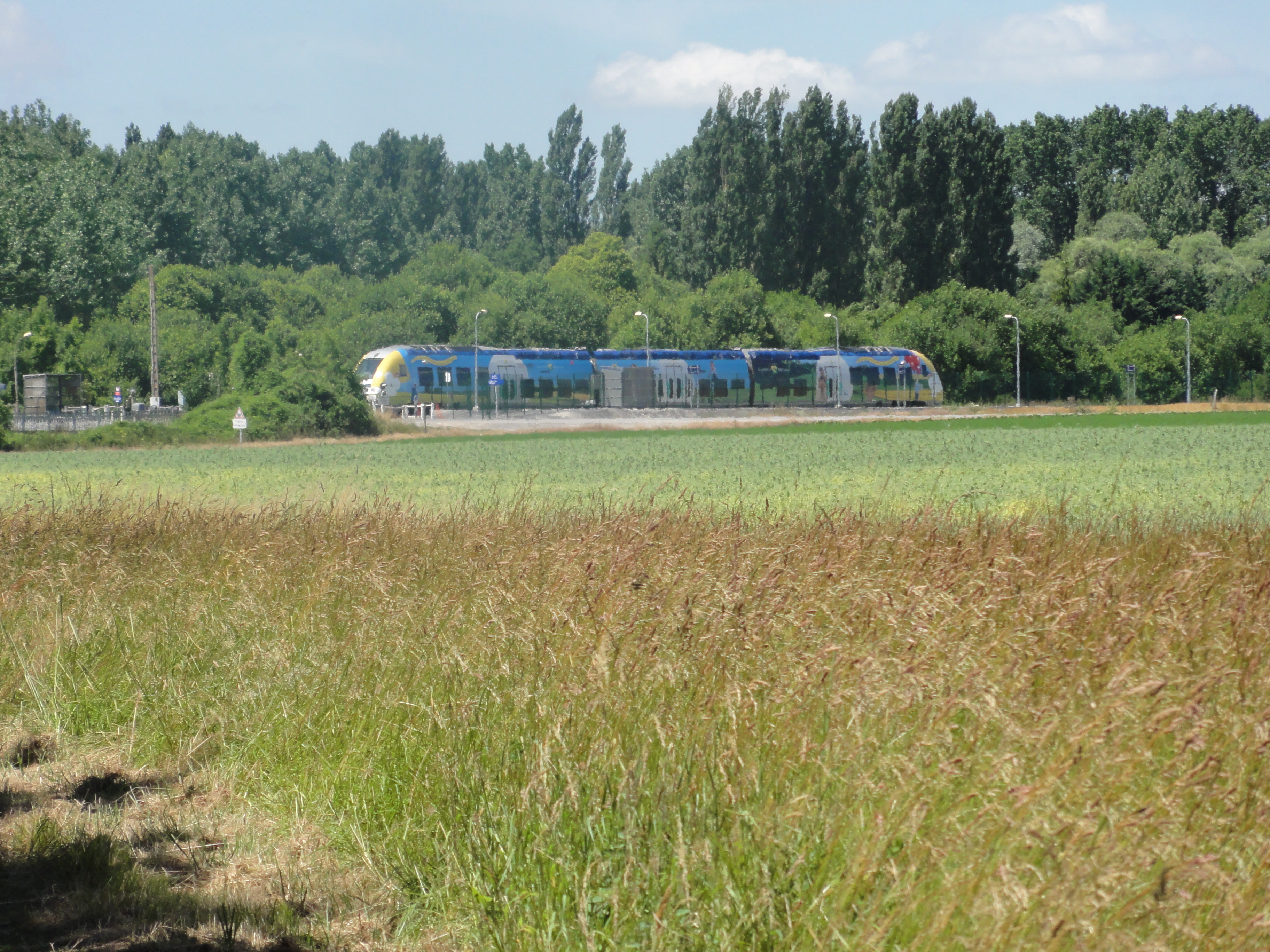
Bahnhalt Aguilcourt–Variscourt
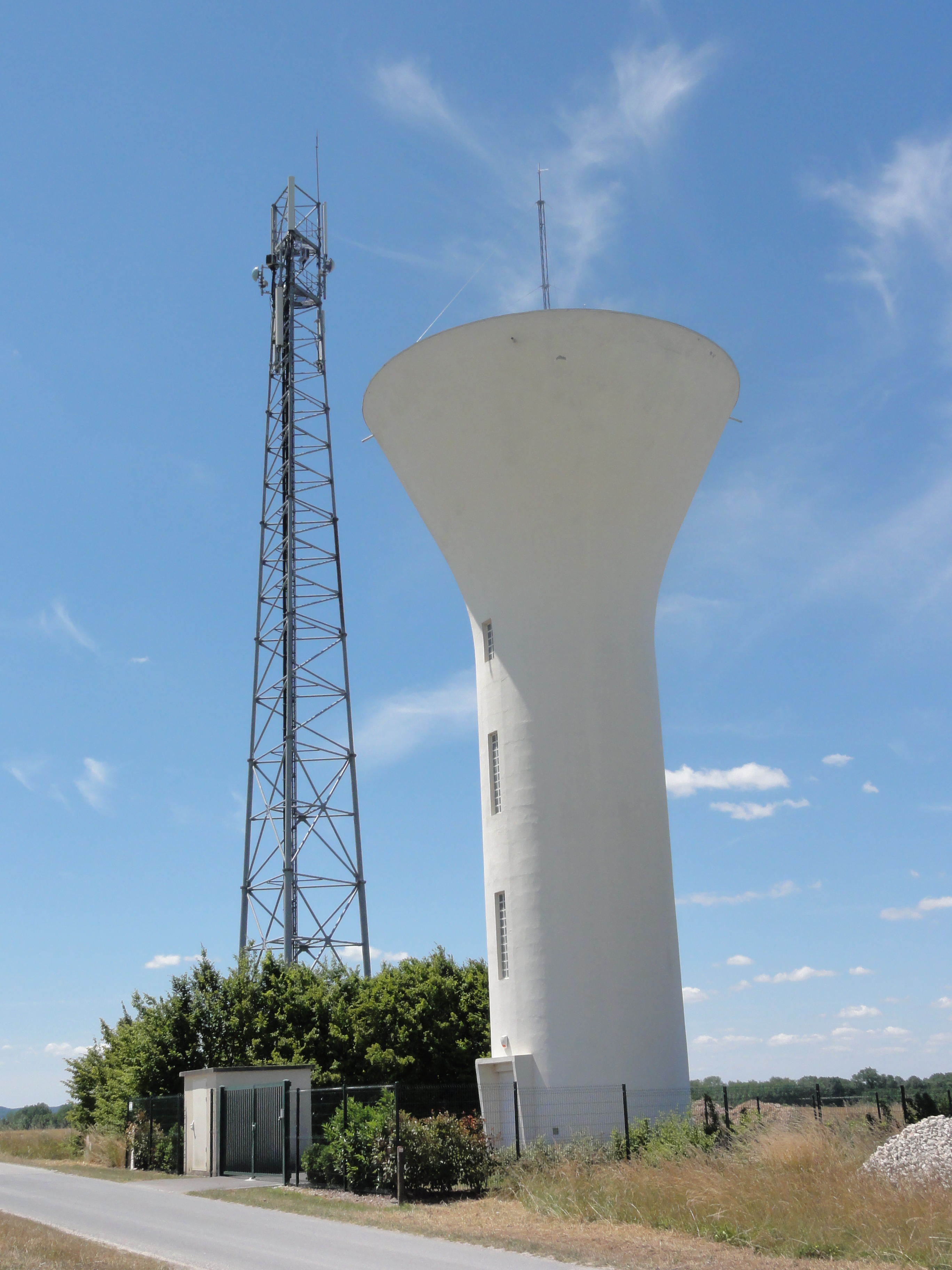
Wasserturm

- Kirche Saint-Martin
- Bahnhalt Aguilcourt–Variscourt
- Wasserturm